# ویتالی خملنیتسکی
ویتالی خملنیتسکی (اوکراینی: Віталій Григорович Хмельницький؛ ۱۲ ژوئن ۱۹۴۳ – ۱۳ فوریهٔ ۲۰۱۹) بازیکن و مربی فوتبال اهل اوکراین و اتحاد جماهیر شوروی سوسیالیستی بود.
از باشگاه‌هایی که در آن بازی کرده‌است می‌توان به باشگاه فوتبال دینامو کی‌یف، باشگاه فوتبال شاختار دونتسک، و باشگاه فوتبال ماریوپول اشاره کرد.
وی همچنین در تیم ملی فوتبال شوروی بازی کرده‌است.